# Quận Garfield, Oklahoma
Quận Garfield, Oklahoma là một quận trong tiểu bang Oklahoma, Hoa Kỳ. Quận được đặt tên theo James A. Garfield. Quận lỵ đóng ở thành phố Enid 6. Theo điều tra dân số năm 2000 của Cục điều tra dân số Hoa Kỳ, quận có dân số người 2. Năm 2007, ước tính dân số quận này là 57.813 người 2.

## Địa lý
Theo Cục điều tra dân số Hoa Kỳ, quận này có diện tích 1.060 dặm vuông Anh (2.745,4 km2), trong đó có 2 dặm vuông Anh (5,2 km2) là diện tích đất, km2 là diện tích mặt nước.

### Các xa lộ
- U.S. Highway 60
- U.S. Highway 64/U.S. Highway 412
- U.S. Highway 81
- State Highway 15
- State Highway 45
- State Highway 74

### Các quận giáp ranh
- Quận Grant  (bắc)
- Quận Noble  (đông)
- Quận Logan  (đông nam)
- Quận Kingfisher  (nam)
- Quận Major  (tây)
- Quận Alfalfa  (tây bắc)